# Acalolepta ikedai
Acalolepta ikedai är en skalbaggsart som först beskrevs av Mitono 1943.  Acalolepta ikedai ingår i släktet Acalolepta och familjen långhorningar.
Artens utbredningsområde är Taiwan. Inga underarter finns listade i Catalogue of Life.